# Карпов, Иван Яковлевич
Иван Яковлевич Карпов (1927—1956) — старший лейтенант Советской Армии, участник подавления Венгерского восстания 1956 года, Герой Советского Союза (1956).

## Биография
Иван Карпов родился 21 июля 1927 года в деревне Гарусово (ныне — в Опочецком районе Псковской области). Получил среднее образование. В годы Великой Отечественной войны остался без отца, расстрелянного оккупантами за связь с партизанами, после чего тоже ушёл к партизанам, участвовал в боевых операциях. В апреле 1945 года Карпов был призван на службу в Рабоче-крестьянскую Красную Армию. В 1951 году он окончил курсы младших лейтенантов, в 1952 году — Черновицкое пехотное училище. К осени 1956 года Карпов служил в Прикарпатском военном округе, командовал мотоциклетным взводом 73-го гвардейского отдельного разведывательного батальона 128-й гвардейской стрелковой дивизии 38-й армии.
В октябре 1956 года Карпов в составе своей дивизии вступил на территорию Венгерской Народной Республики и принял активное участие в боях с венгерскими повстанцами. 4 ноября 1956 года его взвод участвовал в штурме здания кинотеатра «Корвин» на проспекте Юлле в Будапеште, где располагался центр восстания. В том бою Карпов погиб. Похоронен на будапештском кладбище Керепеши.
Указом Президиума Верховного Совета СССР от 18 декабря 1956 года за «мужество и отвагу, проявленные при выполнении воинского долга» гвардии старший лейтенант Иван Карпов посмертно был удостоен высокого звания Героя Советского Союза. Также был награждён орденом Ленина и рядом медалей.